# Улица Ватутина (Москва)
У́лица Вату́тина (название с 26 августа 1960 года либо до 11 августа 1962 года — у́лица Пра́вды, до 1960 года — у́лица Пра́вды города Кунцево) — улица в Западном административном округе города Москвы на территории района Фили-Давыдково.

## История
Улица находится на территории бывшего города Кунцево, где она называлась у́лица Пра́вды. В 1960 году город Кунцево вошёл в состав Москвы, улица вначале сохраняла своё название, а 11 августа 1962 года для устранения одноимённости с улицей Правды была переименована и получила современное название в память о Герое Советского Союза, начальнике штаба ряда фронтов, командующем войсками Воронежского, Юго-3ападного и 1-го Украинского фронтов Н. Ф. Ватутине (1901—1944), смертельно раненном в бою.

## Расположение
Улица Ватутина проходит от Кременчугской улицы на юго-запад и оканчивается тупиком, не доходя до Аминьевского шоссе. Нумерация домов начинается от Кременчугской улицы.

## Примечательные здания и сооружения

### По нечётной стороне
- № 1 — административный комплекс Министерства Российской Федерации по делам гражданской обороны, чрезвычайным ситуациям и ликвидации последствий стихийных бедствий, Национальный центр управления в кризисных ситуациях.
- № 5к1 — ЖСК имени XXI съезда КПСС.
- № 7к1 — Весёлый гномик, Лит.Ра, Супермаркет Контента.
- № 9 — Салон красоты Принцесса.
- № 11 — Апартаменты на улице Ватутина, Элитстрой.
- № 13к1 — Альгида, Центральная автошкола Безопасность, Интернет-магазин Слово-Премьера.

### По чётной стороне
- № 4к1 — Товары для дома, Frame Factory, Царевна-лягушка.
- № 4к2 — Три ступени.
- № 8 — Школа № 804.
- № 12к3 — Школа № 97 — Дошкольное отделение (бывш. детский сад № 1765).
- № 14к1 — Борджи-Комсервис Фили-Давыдково, участок № 1.
- № 16к3 — ТСЖ Ватутина,16; Флатерс.
- № 18 — АМД Лаборатории, Корус Фарм, Qiwi — платёжный терминал.
- № 18к2 — Южный двор, PrintSil, Салон красоты Мира, Отдел регистрации прав на недвижимость по ЗАО г. Москвы.

## Транспорт

### Наземный транспорт
По улице Ватутина не проходят маршруты наземного общественного транспорта. У северо-восточного конца улицы, на Кременчугской улице, расположена остановка «Улица Ватутина» автобусов № 77, 104, 641, 641к, 732, у юго-западного, на Аминьевском шоссе, — остановка «Улица Клочкова» автобусов № 11, 16, 45, 91, 190, 236, 255, 610, 612, 688, 688к, 733, 867.

### Метро
- Станция метро «Давыдково» Большой Кольцевой линии — юго-западнее улицы, на пересечении Инициативной улицы и Аминьевского шоссе.
- Станция метро «Кунцевская» Арбатско-Покровской и Филёвской линий и станция метро «Кунцевская» Большой кольцевой линии — северо-западнее улицы, на пересечении Рублёвского шоссе с Молдавской и Малой Филёвской улицами.
- Станция метро «Славянский бульвар» Арбатско-Покровской линии — северо-восточнее улицы, между Кутузовским проспектом, улицей Герасима Курина и Рублёвским шоссе.

### Железнодорожный транспорт
- Станция Кунцево Смоленского направления Московской железной дороги — севернее улицы, между Рублёвским шоссе, улицей Ивана Франко и улицей Алексея Свиридова.
- Станция Славянский бульвар Смоленского направления Московской железной дороги — северо-восточнее улицы, между Кутузовским проспектом и улицей Герасима Курина.